# Перлеберг, Гюнтер
Гю́нтер Пе́рлеберг (нем. Günther Perleberg; 17 марта 1935, Бранденбург-ан-дер-Хафель, Бранденбург — 1 августа 2019, Гарбсен, Нижняя Саксония) — немецкий гребец-байдарочник, выступал за сборные ГДР и Объединённой Германии в конце 1950-х — середине 1960-х годов. Чемпион летних Олимпийских игр в Риме, серебряный призёр Олимпийских игр в Токио, чемпион мира, трёхкратный чемпион Европы, победитель многих регат национального и международного значения.

## Биография
Гюнтер Перлеберг родился 17 марта 1935 года в городе Бранденбург-на-Хафеле. Активно заниматься греблей начал с раннего детства, проходил подготовку в Магдебурге в местном одноимённом спортивном клубе «Магдебург».
Первого серьёзного успеха на взрослом международном уровне добился в сезоне 1959 года, когда попал в основной состав национальной сборной ГДР по гребле и побывал на чемпионате Европы в западногерманском Дуйсбурге, откуда привёз награду золотого достоинства, выигранную в зачёте четырёхместных байдарок на дистанции 1000 метров.
Благодаря череде удачных выступлений удостоился права защищать честь страны на летних Олимпийских играх 1960 года в Риме, где представлял так называемую Объединённую германскую команду, собранную из спортсменов ФРГ и ГДР. Совместно с такими гребцами как Дитер Краузе, Пауль Ланге и Фридхельм Венцке одержал победу в эстафете байдарок-одиночек 4 × 500 м и завоевал тем самым золотую олимпийскую медаль. За это выдающееся достижение награждён бронзовым орденом «За заслуги перед Отечеством».
Став олимпийским чемпионом, Перлеберг остался в основном составе восточногерманской национальной сборной и продолжил принимать участие в крупнейших международных регатах. Так, в 1961 году он выступил на европейском первенстве в польской Познани, получив здесь бронзовую медаль в программе эстафеты и золотую медаль в километровой гонке четырёхместных экипажей. Два года спустя отправился представлять страну на чемпионате мира в югославском Яйце (здесь также разыгрывалось европейское первенство), где вновь выиграл бронзу в эстафете и золото среди четвёрок на тысяче метрах. На этой регате Перлеберг покинул расположение сборной и бежал в Западную Германию.
Несмотря на бегство из ГДР и угрозу уголовного преследования, Гюнтер Перлеберг благополучно отобрался в состав Объединённой германской команды для участия в Олимпийских играх 1964 года в Токио, хотя для разрешения этой ситуации в качестве посредника пришлось выступить самому президенту МОК Эйвери Брэндеджу. На сей раз Перлеберг стартовал в зачёте четырёхместных байдарок на дистанции 1000 метров вместе с партнёрами Бернхардом Шульце, Фридхельмом Венцке и Хольгером Цандером — они легко квалифицировались на предварительном этапе и с первого места прошли полуфинальную стадию, однако в решающем заезде финишировали вторыми, уступив советскому экипажу Николая Чужикова, Анатолия Гришина, Вячеслава Ионова и Владимира Морозова, и вынуждены были довольствоваться серебряными олимпийскими наградами.
Умер 1 августа 2019 года в Гарбсене в возрасте 84 лет.